# كلوستريديوم صدفي الشكل
كلوستريديوم كوكلياتام أو كلوستريديوم صدفي الشكل أو كلوستريديوم قوقعي الشكل هي بكتيريا موجبة غرام لاهوائية من جنس كلوستريديوم عزلت من المحتويات الأعورية لفأر في ميازاكي في اليابان.

## قراءة إضافية
- Tuohy, Kieran; Rio, Daniele Del (2014). Diet-Microbe Interactions in the Gut: Effects on Human Health and Disease (بالإنجليزية). Academic Press. ISBN:9780124079410.